# Streator (Illinois)
Streator je grad u američkoj saveznoj državi Ilinois. Prema popisu stanovništva iz 2010. u njemu je živjelo 13.710 stanovnika.